# José Gervasio Gómez
José Gervasio Gómez (Montevidéu, 23 de outubro de 1949) é um ex-futebolista uruguaio que atuava como atacante.

## Carreira
José Gervasio Gómez fez parte do elenco da Seleção Uruguaia de Futebol, na Copa do Mundo de  1974. 